# Ruth (ruisseau)
Pour les articles homonymes, voir Ruth.
Le Ruth est un ruisseau coulant dans le département de la Vendée, en région Pays de Loire et un affluent du fleuve la Vie.

## Géographie
Le Ruth est un cours d'eau naturel non navigable. C'est l'un des affluents du fleuve la Vie. Il prend sa source à proximité du lieu-dit "Bellenoue", au Poiré-sur-Vie. Il parcourt 10,06 km à travers le Poiré-sur-Vie et conflue avec la Vie près du lieu-dit "la Garnerie". Sa pente moyenne moyenne est de 0,51 %.

### Communes et cantons traversés
Le Ruth traverse la seule commune du Poiré-sur-Vie du sud vers le nord.

### Affluents
Le Ruth a six tronçons affluents référencés dont un est nommé et de plus de cinq kilomètres de long :
- le Roc. C'est un cours d'eau naturel non navigable de 6.05 km. Il prend sa source dans la commune de la Genétouze et se jette dans le Ruth au niveau du Poiré-sur-vie[3].

### Organisme gestionnaire
L'organisme gestionnaire est le Syndicat mixte des marais de la Vie, du Ligneron et du Jaunay. C'est un établissement public composé des communes, communautés de communes et communauté d'agglomération concernées par le bassin versant de la Vie et du Jaunay. Il est composé de Challans-Gois-Communauté, de la Communauté de communes Océan-Marais-de-Monts, de la Communauté de communes du Pays-des-Achards, Communauté de communes du Pays-de-Saint-Gilles-Croix-de-Vie, de la Communauté de communes de Vie-et-Boulogne et la Roche-sur-Yon-Agglomération. Ce syndicat a été créé par arrêté préfectoral en 1981.

## Hydrologie
Son régime hydrologique est pluvial océanique.